# William Alington
William Alington, I barón Alington de Killard (bautizado el 14 de marzo de 1610/1611-enterrado el 25 de octubre de 1648) fue un par irlandés, hijo de Giles Alington. El 28 de julio de 1642 se creó para él la baronía de Alington de Killard.
Se casó con Elizabeth Tollemache, hija de Lionel Tollemache, II baronet y Elizabeth Stanhope, antes del 1 de octubre de 1631. Tuvieron al menos seis hijos
n:
- Elizabeth Alington,  (1635 - 1691), esposa de Charles Seymour, II barón Seymour de Trowbridge y John Ernle, canciller de la Hacienda.
- Giles Alington, II barón Alington de Killard (n. entre 1641 y 1648 - c. marzo 1659/60)
- William Alington, II barón Alington de Killard (después de 1641 – 1 de febrero de 1684/85)
- Hildebrand Alington, V barón Alington de Killard (1641 – 1722/23)
- Catherine  Alington, casada con John  Jacob, II baronet.
- Diana Alington, que no contrajo matrimonio.

Tras su muertem su viuda se casó con William Compton (1625 - 1663), un joven cortesano respetado. Ella murió en 1671.
- Datos: Q8004319